# Phytomyza lycopi
Phytomyza lycopi este o specie de muște din genul Phytomyza, familia Agromyzidae, descrisă de Nowakowski în anul 1959.
Este endemică în Polonia. Conform Catalogue of Life specia Phytomyza lycopi nu are subspecii cunoscute.